# Hampsonodes grandimacula
Hampsonodes grandimacula là một loài bướm đêm trong họ Noctuidae.